# صارة بويدن
صارّة بويدن (والتي تعرف أيضاً بمَصَرَّةُ قَناةِ الصَّفْراء) هي صارّة موجودة في القناة الصفراوية المشتركة قبل أن تنضم إلى القَناةُ البَنْكرياسِيَّة من أَمْبولَةُ فاتَر. هذه الصارّة تتحكم في تدفق الصَّفْراءُ إلى القَناةُ البَنْكرياسِيَّة وتساعد في ملء المرارة بالصفراء.

## هيكل (بنية)
صارّة بويدن هي عَضَلَةٌ مَلْساء لا إِرَادِيَّة تحيط بالقناة الصفراوية المشتركة (قَناةُ الصَّفْراء). تقع هذه الصارّة قبل التقاطع مع قناة البنكرياس مباشرة، عند مكان تكوّن أَمْبولَةُ فاتَر. في بعض الأحيان، تحيط بعض الألياف أيضًا بقناة البنكرياس. تقسم هذه الصارّة إلى قسمين-الجُزْءُ العُلْوِيُّ والجُزْءُ السُّفْلِيُّ. الجُزْءُ السُّفْلِيُّ هو أقوى مكوّن في العضلة العاصرة لمجمع أودي.

## وظيفة
صارّة بويدن تتحكم في تدفق الصَّفْراءُ من القناة الصفراوية المشتركة إلى القَناةُ البَنْكرياسِيَّة. هذا يساعد في ملء المرارة بالصفراء. انقباضات هذه الصارّة تنظّم مرور الصفراء إلى المرارة أو الإثنا عشر.

## تاريخ
سمي هذا على اسم عالم التشريح الأمريكي إدوارد ألين بويدن (1886-1976).